# Солунски вилајет
Солунски вилајет је био административна јединица Османског царства формирана 1867. године. Вилајет је захватао територију од 33,500 km2. Ова велика административна јединиица граничила се на истоку Кнежевином Бугарском и Источном Румелијом (до 1885. када је ова област припојена Бугарској) и Једренским вилајетом. На северу и северозападу Косовским и Битољским вилајетом, док се на југу граничио са Јањинским вилајетом и био ограничен Егејским морем. Вилајет је престао да постоји 1912. јер је његова територија након Балканских ратова 1912-1913. подељена између Краљевине Србије, Краљевине Грчке и Краљевине Бугарске.

## Административна подела
Солунски вилајет је био подељен на неколико мањих административних јединица-санџака:
- Солунски санџак
- Серски санџак
- Драмски санџак
- Тасоски санџак
- Серфиџе санџак[4]

## Демографски подаци
Према османском попису 1881 / 82-1893, вилајет је имао укупно 1.009.992 људи, етнички се састојао од:
- Муслимани - 450.456
- Грци - 282.013
- Бугари - 231.606
- Јевреји - 41.984
- Католици - 2.654
- Протестанти - 329
- Јермени - 48
- Страни држављани - 1.272

Према османском попису 1906/07, вилајет је имао укупно 921.359 људи, етнички се састојало од:
- Муслимани - 419.604
- Православни Грци - 263.881
- Православни Бугари - 155.710
- Јевреји - 52.395
- Власи (Власи) - 20.486
- Цигани - 4.736
- Католички Грци - 2.693
- Оријентални Јермени - 637
- Протестанти - 329
- Католички Јермени - 58
- Латини - 31
- Сиријци - 4
- Страни држављани - 795